# Shūb Maḩalleh
Shūb Maḩalleh (persiska: شوب محله, Showb Maḩalleh) är en ort i Iran.   Den ligger i provinsen Mazandaran, i den norra delen av landet, 140 km nordost om huvudstaden Teheran. Shūb Maḩalleh ligger 32 meter över havet och antalet invånare är 453.
Terrängen runt Shūb Maḩalleh är huvudsakligen platt, men åt sydost är den kuperad. Runt Shūb Maḩalleh är det ganska tätbefolkat, med 192 invånare per kvadratkilometer. Närmaste större samhälle är Babol, 13,3 km norr om Shūb Maḩalleh. I omgivningarna runt Shūb Maḩalleh växer huvudsakligen savannskog.